# Microsoft Windows XP
Microsoft Windows XP（マイクロソフト ウィンドウズ エックスピー）は、マイクロソフトが2001年に発表したWindowsシリーズに属するオペレーティングシステム (OS) である。

## 概要

### 開発の経緯
Windows XPの発売以前、Windowsは一般家庭向けでWindows 3.1由来のMS-DOSを前提とした古い構造を機能拡張して開発されたWindows 95、Windows 98、Windows MeなどのWindows 9x系と、サーバ用途に耐える安定したOSとして新規開発されたWindows NTなどのWindows NT系が並行開発・販売されている状態が永らく続いていた。
その状況はマイクロソフトにとっては開発リソースが2つの製品に向けて分散される等の大きな課題となり、9x系ではマルチメディア機能の拡張と共にシステムリソースに余裕が無くなりクラッシュが多発するようになる（特にWindows Meで顕著）など、構造面でも限界に達しており、開発負荷の軽減と、マルチメディア対応の安定したOSを作る目的で、一般家庭向けの9x系をNT系に統合することを目標に開発された。XP以前に同様の統合化を試みたWindows 2000を基本に、その際の統合の成功に至らなかった機能も含めて開発されている。この機能統合の成功により、XPはNTの安定性・堅牢性と9x系のマルチメディア機能や使いやすさを併せ持った汎用OSとなった。NTカーネルを採用した一般家庭向けのWindowsはXPが初であり、XPのリリースによって、一般市民が初めて安定に動作するOSを手軽に入手・利用することができるようになった。XPの開発成功を受け、マイクロソフトは長年の懸案であった9x系の終息を成すことができた。
開発時のコードネームはWhistler（ウィスラー）と呼ばれていた。

### 2008年以降の状態
永きに渡って販売されていたが、ネットブックなど超低価格機向けなどの一部の用途を除き、2008年6月30日をもってマイクロソフトからの出荷は終了した。2008年7月以降の入手方法は、流通在庫品のほかに後継製品となるWindows VistaのBusinessかUltimateエディション、Windows 7のProfessionalかUltimateエディションからのダウングレード権を利用する形のみになった。一部の直販 (BTO) メーカーでは、この仕組みを利用して業務用向けオプションとして引き続きWindows XP ProfessionalをプリインストールしたPCが出荷されていたが、2010年10月22日に販売が終了した。また、米MicrosoftのDSP版も2009年6月30日に販売終了となり、店舗在庫限りとなった。
OSはコンピュータが導入された時のものが使われ諸事情により後続のOSに置き換えができない場合がある（たとえば工場の生産ラインのマシン群、POSシステムのひとつとして組まれてしまっていて仕様を変更するわけにはいかないコンピュータや、発展途上国に慈善活動、フィランソロピーなどで贈られたもので使用者側は買い替え予算が組めないコンピュータなど）。米国の調査会社Net Applicationsによると、2018年12月時点における世界のOSシェアはWindows XPが4.54%であり、首位の座をWindows 10 (39.22%) に明け渡している。NetMarketShareの調査では2020年時点で、シェアが1.26%であり、この数字はWindows 8 のシェア（0.57%）、ChromeOS (0.42%)、Windows Vista (0.12%)よりも大きい。2020年時点でXPは、後続のWindows 8やVistaよりも多く使われているのである。StatCounterによる2020年3月の別の調査では、Windows XPのシェアが増加し0.24ポイント増の1.39%となったといい、中国での急増（13.32%、+9.13）が大きいらしいが、先進国でもフランス（1.11%、+0.23）・カナダ（1.13%、+0.22）・アメリカ合衆国（0.92%、+0.14）など微増している国は数多い。また、StatCounterが調査したWindowsバージョン別シェアによると、2025年7月時点のWindows XPのシェアは0.38%であり、Windows 8（0.35%）やWindows 8.1（0.28%）より僅かに高いシェアとなっている。
これにはそれなりの理由がある。XPが要求するハードウェア要件がWindows 2000やWindows Meの次に低く（後述参照）、低スペックのマシンや現在所有・稼働しているマシンにインストールされているVMware Workstation ProやVirtualBoxなどに見られる仮想マシン（ハイパーバイザ）などで動かすことができ、また使用しているアプリケーションソフトによっては後継のWindowsに対応していないなどの理由からXPが必要であるユーザがいるなどといった事情で依然として根強いシェアがあるのである。その結果、一部のインターネットオークションや中古販売においてWindows XPリテールパッケージ版（特にクリーンインストール版のProfessional）は後発のWindows Vista、およびWindows 7、Windows 8、Windows 8.1、Windows 10、そして2025年7月現在、最新のWindowsであるWindows 11（24H2）より高額で取引されることも決して少なくない。

### 名称の意味
XPは「『経験、体験』を意味するeXPerienceに由来する」と公式には解説されている。

## エディション
Home Edition
主に家庭で使用されることを前提に開発されたエディション。Windows XPの基本的な機能が搭載されており、ドメイン参加といったビジネス向けの機能は非搭載。Professionalエディションに比して、1つの物理CPUのみの対応（ただしハイパースレッディング・テクノロジーやマルチコアプロセッサはサポートする）といくつか拡張性に制限がある。

Professional
（個人の）上級ユーザー、あるいはビジネスでの利用を想定した、Home Editionに対する上位エディション。マルチプロセッサへの対応や ドメインへの参加、リモートデスクトップのホスト機能、ダイナミックディスクのサポートなどに対応するほか、IISやファイルシステム暗号化などセキュリティ保護関連機能も搭載する。

Media Center Edition
MCEと略される。バージョンは2002（コードネーム：eHome、2002年10月に米国、カナダ、韓国で先行発売、日本語版は存在しない）、2003（コードネーム：Freestyle、開発中止）、2004（コードネーム：Harmony、2003年10月に日本、中国、フランス、ドイツ、英国でも発売、日本語版は2003年10月15日発売）、2005（コードネーム：Symphony、2004年10月DSP版は米国では当初未発表で日本でのみ先行発売された）とそのマイナーアップデート版Update Rollup2（コードネーム：Emerald）の4種類がある。Professionalエディションの機能を基本に、テレビジョン放送やデジタルオーディオ機器などのAV機能を付加したエディションである。MCEにのみ、Windows Media Centerと呼ばれるテレビ視聴・録画、音楽再生・録音、ビデオ・DVD鑑賞などを専門的に行うツールが収録されており、付属する専用リモコンで遠隔操作を行うことが可能である。ただし、Media Center EditionはOEM供給の形でのみ提供されるため、プリインストールPCを購入する必要がある（2005についてはDSP版が提供され、一部のハードウェアとセットで入手が可能となった）。
2004ではドメインへの参加は可能であったが、2005では再インストール時（OEM版はインストール時も含む）のみにしかドメインへの参加はできなくなった。マイクロソフトも公式にはドメイン参加は不可能であるとアナウンスしている。その他の両バージョンの差として、サポートTVチューナー数が1から2に増加、導入済みService PackがSP1からSP2になったほか、2004では非対応だったPortable Media CenterやデータCD/DVDの作成について、2005で対応した。
2005年10月にリリースされたUpdate Rollup2では、Xbox 360をクライアントとして使用することが可能となった。
なお、AV機能が充実したPCは日本でも多数リリースされているものの、それらへのMCE採用例は少ない。日本の大手PCメーカーはAV機能に特化した製品を提供する際、ハードウェア・ソフトウェア（ドライバ、アプリケーション）を独自に開発・機能拡張することが多く、結果的にHome EditionまたはProfessionalでも事足りるからである。この理由として、それら大手PCメーカーのほとんどは大手家電メーカーでありAV製品に関する技術が潤沢であること、MCEのリリース以前から多くのAV機能特化PCを製造販売していたこと、そういった製品の多くは家庭向けであるため、MCEよりもコストが低いHome Editionを採用したいこと、などが挙げられる。

Tablet PC Edition
Professionalの機能に加え、ペンタッチ機能を付加させたエディション。このエディションが搭載されたPCには必ず専用のペンが付属する。またタブレットPCでの操作を想定したエディションであるため、Windows Journalと呼ばれるツールでメモ書きができたり付箋紙やMicrosoft Officeなど一部のアプリケーションの付加機能が利用できる場合もある。Tablet PC Edition (2002) （日本語版は2002年11月7日発売）とTablet PC Edition 2005（日本語版は2005年11月22日発売）の2種類のバージョンが存在し、2002ユーザーはService Pack2をインストールすることにより2005へとアップグレードできる。OEM版とDSP版（2005のみ）での提供で、市販パッケージ版は存在しない。
64ビット版
64-bit Itanium Edition
Itanium 環境のワークステーション向けのエディション。Windows XPを基に開発され2002年に公開されたVersion 2002と、Windows Server 2003を基に開発され2003年に公開されたVersion 2003がある。16GBまでの実メモリと8TBまでの仮想メモリをサポート。IA-32向けアプリケーションソフトウェアがそのまま動作するという機構（WOW64）を備えている。OEM供給の形でのみ提供された。後述するProfessional x64 Editionが発売される前の2005年1月4日に販売終了となった。
Professional x64 Edition

AMDによるx86アーキテクチャの64ビット拡張AMD64に対応したWindows Server 2003 Service Pack 1 x64 Editionsを基に開発されたクライアント向けのエディション。機能の多くとそれを表すバージョン番号はWindows Server 2003 Service Pack 1と同じ。2005年4月23日から販売開始され、OEM版とDSP版のみが提供された。

### 市場限定版
Starter Edition
開発途上国向けのエディションで、2004年10月ごろから各国語版が段階的に試験発売された。日本語版は提供されていない。対象国は低国民所得がゆえに海賊版が横行しており、その対抗策として廉価で提供されている。主要エディションに比して廉価で提供している理由として、同時に開けるウィンドウ数が3つまでであることや、画面解像度がSVGA（800×600）までであること、ネットワーク共有機能の制限やマルチアカウントが使用できないなどの大幅な制限が加えられている。Home Editionなどへのアップグレードは提供されていない。ポルトガル語（ブラジル）、タイ語などの言語版をはじめ複数のローカライズ版がリリースされており、それぞれ異なった壁紙やスクリーン セーバーなどが収録されている。
Edition N

欧州委員会の要求を受けて用意されたエディション。Home EditionとProfessionalからWindows Media Playerが除かれている。主要エディションはメディアプレーヤーに関する消費者の選択権を狭めるとして、競争法違反に問われたため。

Edition KおよびEdition KN
韓国公正取引委員会の要求を受けて用意されたエディション。KはHome EditionとProfessionalに他社製インスタント メッセンジャーへのリンクを追加したもの。KNはHome Edition KとProfessional KからWindows Media PlayerおよびWindows Messengerが除かれているもの。欧州連合域内におけるメディア プレーヤーに加えて、インスタント メッセンジャーについても消費者の選択権を狭めるとして、独占禁止法違反に問われたため。

### その他
Home Edition ULCPC
2008年4月3日にマイクロソフトがULCPC用としてメーカー向け販売を開始すると発表したもの。なおマイクロソフトで言うところのULCPCは一般においてネットブックやネットトップと呼ばれる超廉価版PCに合致しており、これらの市場向け製品に利用されている。

Windows Fundamentals for Legacy PCs
コードネーム"Eiger"と呼ばれたもので、2006年7月にシンクライアント版としてソフトウェア アシュアランス契約者向けに登場した。

Windows XP Embedded
Windows XPベースの組み込みシステム向けOS。専用の構築ツールを使用してOSの機能をカスタマイズし、搭載製品の構成や用途に応じたOSパッケージを作成することができる。POSシステム、ATM、カーナビゲーション、アーケードゲーム基板、シンクライアントなどに使われているほか、大手メーカー製PCでTV視聴録画専用モードのOSとして採用されている例もある。

Windows Embedded Standard 2009
Windows XPベースの組み込みシステム向けOS。Windows XP Embeddedの後継にあたる。

Windows Embedded POSReady 2009
Windows XPベースのPOSシステム向けOS。Windows Embedded for Point of Services (WEPOS) の後継にあたる。
|                                     | Home Edition  | Media Center Edition | Professional                                |
| ----------------------------------- | ------------- | -------------------- | ------------------------------------------- |
| 提供方法                            | 小売またはOEM | OEM                  | 小売、OEM、ボリュームライセンス             |
| メインストリーム サポート終了日     | 2009年4月14日 | 不詳                 | 2009年4月14日                               |
| 延長サポート終了日                  | 2014年4月8日  | 2014年4月8日         | 2014年4月8日                                |
| 最大物理メモリ容量 (RAM) (64ビット) | N/A           | N/A                  | 128GB                                       |
| 最大物理メモリ容量 (RAM) (32ビット) | 4GB           | 4GB                  | 4GB                                         |
| 32ビット・64ビットの存在            | 32ビットのみ  | 32ビットのみ         | 共にあり （64ビット版のディスクは同梱せず） |
| CPUソケット（最大物理プロセッサ数） | 1             | 2                    | 2                                           |

## 特徴

### ユーザーインターフェイスと外観
ビジュアルスタイル
大きな特徴は、GUIのデザインを変更することのできるテーマの概念を取り入れたことである。Windows XP以降では、ボタンやウィンドウ・その他GUIの外観をまとめてビジュアル スタイルと称する。Windows XPでは標準として「Luna」（Windows XP スタイル）が採用された。Lunaの他にマイクロソフトやその他のサードパーティーがリリースしているビジュアル スタイルが多数存在するが、標準ではマイクロソフト公式のものにしか変更できない。
またデスクトップのアイコンの利用をスタートボタンへ集約、コントロール パネルなどといった設定項目もウィザードを取り入れ、初心者でも直感的に操作できるユーザー インターフェースとなっている。
なお、処理能力が低い環境での使用や、Windows 2000やWindows 98以前の旧来操作性を継承したい場合、画面のプロパティの設定で「クラシック スタイル」を選択することで、「Luna」を使わない以前のバージョンに似たスタイルを設定することも可能である。

### システム管理
ユーザーの簡易切り替え
これまでのWindowsはログオンしているユーザーを変える場合、必ずファイルを保存させてログオフする必要があったが、この機能によりログオフすることなくユーザーを切り替えられるようになった。この時、切り替える前のユーザーによって実行を開始したプロセスはバックグラウンドで動作したままの状態となる。これはサーバOSで培われたターミナル サービスの技術を利用したものである。ただし、Windows Serverドメインに参加しているコンピュータはこの機能を使用することができない。
システムの復元
システムの環境をある時点の状態へ戻すことが可能となった。もともとは Windows Meから含まれた機能で、Windows XPは市販されたNTベースのOSで初めて含まれた。
開発中止になったWindows Neptuneには搭載された。

### ハードウェアとデバイスドライバ
CD-R/RW の書き込み
これまでのWindowsでは別途ライティングソフトウェア（書き込みソフト）が必要だったが、Windows XPではRoxioのライティングエンジンが搭載されており、CD-RとCD-RWの書き込み機能に標準で対応した。フォルダにファイルを移す感覚で記録したいファイルを選択できるので利便性があり、直感的な操作が可能である。Windows Media Playerで音楽CDの記録もできるので、大半の環境では書き込みソフトの必要性はなくなった。ただし、ISOイメージ ファイルからのCD作成はできない、DAO（Disk at Once）での書き込みができない、パケットライト方式の書き込みができないなど、ライティング ソフトウェアを別途用いる場合に比して何点か制約がある。
ClearType
アンチエイリアシングを発展させたClearType採用により液晶ディスプレイ環境で、より鮮明な文字表示が可能となった。

### Windows 9x系との互換性
Windowsアプリケーション互換モード

過去のWindowsバージョンに依存したアプリケーションを動作させるモード。SP2以降のWindows 2000にも搭載され、さらに改良が加えられた。Windows NT系である本製品は、Windows 9x系と設計思想が異なる。そのため、そのままでは動作しないアプリケーションが少なくなく、サポート終了したWindows 9x系からの移行のために用意されたモードである。また、過去のWindows NT系に特化したアプリケーション動作にも使われる。該当するプログラムのプロパティから「互換性」タブを選ぶことで、互換性を持たせるバージョンをWindows 95、Windows 98/Me、Windows NT 4.0、Windows 2000から選択できる。マイクロソフトが公表した、ライオン株式会社のWindows 98から Windows XPへの移行の事例によると、自社開発した12のアプリケーションで、そのまま動作したのは8、表示に問題はあるが動作したのは2、ソースの書き換えが必要だったのは2で、80%以上動作したという。
また、互換性を高めるためのツールとして、Application Compatibility Toolkitが配布されている。これは現在の環境で利用しているソフトの互換性調査や、マイクロソフトへの報告、互換のために用意されたShim（設定）を組み合わせ、自力で動作させることなどが可能になっている。さらに、互換対応したアプリケーションのデータベースを利用できる。これは、本来の仕様では動作しなかったアプリケーションに、追加で互換性を持たせたことを意味する。

### ネットワーク
リモートデスクトップ
PCをネットワークを介して操作できるリモートデスクトップ機能である。ホスト側のPCはProfessionalまたはTablet PC Editionである必要がある。RDPを利用しているのでUnix系OSでも接続が可能となっており、大半のコンピュータがクライアントとなることが可能。ローカルユーザがログオン中の場合には強制的にログオフされる。
リモートアシスタンス
操作されるPCから操作するPCへWindows Messengerや電子メールで遠隔操作の通知を出し、許可が下りれば遠隔操作できる機能。PCに詳しくない人が遠隔地にいるPCに詳しい知人からサポートを受ける用途に用意されている。リモートデスクトップを応用した機能で、この機能の利用には、双方がWindows XP以降を利用している必要がある。
IPv6
当初は開発者向けとして、一般ユーザーに対するサポートの対象外となっていたが、Service Pack 1で正式にサポートされた。ただし、実装されているIPv6の仕様が初期のものであり、古くなっているため、実際に使用するには問題があることがある。
また、ホスト名の解決を行うDNSクライアントサービス（リゾルバ）の実装がWindows Vista以降とは異なっており、非互換の仕様がある。Windows XPでは、IPv6を有効にすると、IPv4でのホスト名の解決に時間がかかるようになり、IPv4での性能が低下する。
この性能低下については、Windows Vista以降で改善されたが、副作用として、ホストにリンクローカルアドレスまたはTeredoアドレスしか割り当てられていない場合、ホスト名からIPv6のIPアドレスを取得できなくなるため、IPv6で通信することが困難になっている。

## サポート

### Service Pack
ここでは、32ビットバージョンのService Packについて述べる。なお、SP2以降では起動画面でエディション名が表示されなくなった。
Service Pack 1
2002年9月19日に公開された。既存の不具合修正に加えてUSB 2.0への対応、およびDVD-Audioのサポート対応、プログラムの追加と削除内にウェブブラウザやメーラーなどの特定のアプリケーションについて、サードパーティー製アプリケーションを標準で使用するように設定できる「プログラムのアクセスと既定の設定」が付け加えられている。このうち、「プログラムのアクセスと既定の設定」に関しては反トラスト訴訟に基づく。2003年2月3日にマイクロソフト製Java VM（Microsoft VM）を削除したService Pack 1aが公開された。2006年10月11日にサポートが終了した。
Service Pack 2
2004年9月2日に公開された。当初従来通りのService Packの予定であったが、計画の段階で相次いでMSBlasterなどのセキュリティホールを狙った悪意のあるソフトウェアの出現や不正アクセス事件が多発したことを受け、セキュリティの強化が最重点項目となっている。名称も従来では単にService Pack 2となるところが「Service Pack 2 セキュリティ強化機能搭載」と“副題”が付けられている。このサービスパックでは、OS の構成を根本から見直してセキュリティの強化を図ったことにより、単純なアップデートの範疇ではなくなった。そのため、マイクロソフトの内部ではXP SP2としてリリースするのではなく、「XP Release 2」という名称で、再パッケージ化して販売しようという計画もあった。入手方法は従来通りマイクロソフトのサイトからのダウンロードとWindows Updateで行われた他、PC販売店や一部の家電量販店、郵便局にて小冊子付CD-ROM配布も行われた、2004年以降のXPはSP2が標準で適用されている。2010年7月13日にサポートが終了した。
Service Pack 2b
2006年7月22日に、一部の店舗で販売された。内容はSP2に一部の修正プログラムを適用したものである。
Service Pack 2c
2007年（米国では8月。日本では不明）から販売された。SP2cではプロダクトキーの不足に対応するためプロダクトキーの系統が変わった。この変更によりSP2b以前のインストールメディアではSP2cのプロダクトキーが使用できない。ただし、参照リンク先の「SP2c 付属のインストール メディアでインストールを行う際、従来（SP2bまで）のプロダクト キーを入れてしまうと“無効なプロダクト キー”と判定されてしまう」という記述は誤りであり、実際にはSP2c付属インストール メディアではSP2b以前のプロダクトキーを使用することはできる。
Service Pack 3
2008年4月21日に完成し、2008年5月6日にMicrosoftダウンロードセンターおよびWindows Updateで公開された。Network Access Protection、ブラックホールルーター検出、カーネルレベルでのFIPS 140-1 Level 1準拠の暗号化サポートがサポートされ、プロダクト アクティベーション システムが変更された。既にインストール済みの環境に SP3を適用する場合、SP1もしくはSP2が適用されている必要がある。SPが未適用の初期バージョンには、直接SP3を適用することはできない。また、SP3を適用したメディアはOEM向けにのみ提供されリテールパッケージは販売されていない。2014年4月9日、サポートを終了した。

### サポート ライフサイクル
従来のマイクロソフトの方針では、家庭向けのエディションではメインストリーム サポート フェーズ（次のバージョンのWindows発売から2年後まで）しか提供せず、ビジネス・開発向けのエディションのみ延長サポート フェーズ（メインストリーム サポート終了後5年間）を提供してきた。しかし、Windows XP Home Editionは市場で非常に多く使われていたため、メインストリーム サポート期間をもってサポートを打ち切ると、重大な脆弱性が発見されてもセキュリティ アップデートが提供されず、無防備な状態のPCが巷にあふれることが懸念された。2007年1月25日、マイクロソフトは市場の状況を鑑み、「Windows XP Home EditionおよびMedia Center Editionについても、（家庭向けのエディションであるが）5年間の延長サポートフェーズを提供する」と発表した。これにより、Home EditionおよびMedia Center Editionはサポート期限が2009年4月14日から2014年4月8日へ延長された。発売開始より約12年半にもおよぶという、PC用ソフトとしてはかなりの長期サポートとなる。
なお、ProfessionalとTablet PC Editionに関してはビジネス・開発用製品扱いのため、従前どおり延長サポート フェーズが提供される。また、Windows XPベースの組み込みシステム向けOSであるWindows XP Embeddedは2016年1月12日を以って延長サポートが終了した。このほか、Windows Embedded Standard 2009は2019年1月8日まで、Windows Embedded POSReady 2009は2019年4月9日までそれぞれ延長サポートとなる予定である。
2014年4月9日（日本標準時）を以って延長サポートが切れ、更新プログラムの提供が全て終了した。マイクロソフトはWindows 7以降の最新のWindowsへの早めの移行を呼び掛けている。しかし、中小企業などでは会社内のネットワークシステムをデファクトスタンダードだったXP向けに構築している会社も非常に多く、予算不足などから思いのほか移行が進められていない会社も少なくない。このほか、2011年3月11日に発生した東北地方太平洋沖地震（東日本大震災）によって被災した福島県、および宮城県、岩手県、一部の関東地方の各学校や各企業などでは、建物の耐震改修やパソコンより重要な業務機材などの購入に予算を取られ、期限切れまでにパソコンを更新できない自治体や企業、学校が続出しており、こちらも大きな問題となっている。家庭や企業のPCに大量に導入されたWindows XPの延長サポート切れに伴う諸問題について2014年問題と呼ばれることがある。
また、独立行政法人情報処理推進機構（IPA）は、既に延長サポートが全て終了したWindows XPのセキュリティ上の危険性を指摘しており、なるべく、ネットワークに接続しない単独の専用システム（スタンドアローン）にしたうえでUSBメモリやFD、MO、外付けHDDなどの外部補助記憶装置でデータ交換しないことを呼びかけている。このほか、VMwareやVirtualBox、Pro以上のバージョンに搭載されている64ビット版Windows 8/8.1/10専用のクライアントHyper-V、Professional以上のバージョンに搭載されているWindows 7のXP Modeなどの仮想デスクトップ（ハイパーバイザ）上で稼働しているWindows XPであってもセキュリティ上の危険性を指摘している。
その一方で、一部の法人向けセキュリティソフトについては、マイクロソフトのサポート打ち切り後も、2018年7月5日までWindows XPのサポートを継続する製品も存在している。キヤノンITソリューションズのESET Endpoint Securityを含めた製品は2018年1月31日まで、米シマンテックのSymantec Endpoint Protection 12.xは2018年7月5日→2021年4月3日まで、トレンドマイクロのウイルスバスター コーポレートエディション 10.6は有償の延長サポートは2019年1月30日まででその他の製品も少なくとも2021年1月31日まで利用可能のものもある、露カスペルスキーのKaspersky Endpoint Security 10 for Windowsなどは最短でも2016年1月末日まで、米マカフィーのMcAfee Endpoint Protection Suiteは2015年12月31日でサポート終了、フォティーンフォティ技術研究所（FFRI）のFFRI yaraiは2017年12月31日まで。
政府機関や企業向けの有償カスタムサポートは、2014年4月9日以降も提供される。実際に英国やオランダの政府が契約している。
マイクロソフトはXPからの移行キャンペーンとして、XPの各種要素をモチーフにした敵を倒すブラウザゲーム「Escape from XP」を公開している。ゲームの最後はXPが爆破されるという演出になっている。
なお、2014年4月8日（日本時間4月9日）をもってWindows XPの延長サポートが全て終了となった直後、マイクロソフトは米国時間2014年4月26日、Internet Explorerの更新プログラムが配布された際、Internet Explorer6から11までのバージョンに脆弱性があると発表し、「サポート切れからまだ間もない」という理由で「特例」としてXPも更新プログラムの対象となりIE6向けにも例外的に2014年5月2日セキュリティ更新プログラム（パッチ）を公開した(KB2964358)。
また、2017年5月15日（日本時間）には同年5月12日（米国時間）より全世界各国で流行発生している新型ランサムウェア ("WannaCry") によるサイバー攻撃の被害が深刻であったがこれについての対策状況を告知。このランサムウェアが悪用しているセキュリティーホールがもはやアップデートパッチの提供されていない（またはパッチを当てていない）システムのみに存在するため、サポート中のVista以降のOSに加えて本来は3年前にサポート終了済のXPや2年前にサポート終了済みのServer 2003も再び例外的にセキュリティ更新プログラム（パッチ）が特例として公開 (KB4012598) 配布された（すでに淘汰の進んだWindows 2000などは対象外）。
現地時間2019年5月14日に、リモート デスクトップ サービス（Remote Desktop Services、かつてはTerminal Servicesとも）に重大なリモートコード実行の脆弱性 (CVE-2019-0708) が存在するので、Windows 7とWindows Server 2008およびWindows Server 2008 R2などにWindows Updateを介したパッチの提供を行っている。Windows XPとWindows Server 2003に対しても修正プログラム「KB4500331」をMicrosoft Update カタログで提供。Windows 8.1やWindows 10などはセキュリティ強化が施されているので提供されない。

## システム要件
| CPU            | 300MHz以上のIntel Pentium/Celeronファミリー、AMD K6/Athlon/Duronファミリー（いずれも600MHz以上を推奨）または互換性のあるCPU（Professionalでは2個の物理CPUまで対応） PC-9800/9821シリーズには対応しない                                                                       |
| メモリ         | 128MB以上（96MB以下の場合、一部の機能に制限が加わる。384MB以上を推奨） |
| ハードディスク | 1.5GB以上の空き容量（ネットワーク経由のインストールではそれ以上必要な場合がある。SP2では2.1GB以上の空き容量）また最初期のXPにのみ137GB以上の容量を認識できないバグがあり（BIGドライブ問題）初期版の場合は対策をする必要な場合がある、SP1以降のXPであれば基本的に発生しない。 |
| ディスプレイ   | Super VGA（800x600）以上の高解像度ディスプレイアダプタを推奨 |
| ディスク装置   | CD-ROMまたはDVD-ROMドライブ |
| その他         | Microsoft Mouse、Microsoft IntelliMouseまたは互換性のあるポインティングデバイス |

| CPU            | AMD Athlon 64、AMD Opteron、Intel EM64Tに対応したIntel XeonおよびIntel Pentium 4  |
| メモリ         | 256MB以上（512MB以上を推奨）                                                      |
| ハードディスク | 1.5GB以上の空き領域（ネットワーク経由のインストールではそれ以上必要な場合がある） |
| ディスプレイ   | Super VGA（800x600）以上の高解像度ディスプレイアダプタとモニター                  |
| ディスク装置   | CD-ROMまたはDVD-ROM ドライブ                                                      |
| その他         | Microsoft Mouse、Microsoft IntelliMouseまたは互換性のあるポインティング デバイス  |

## アップグレード、新規インストール、拡張キット、アンインストールなど

### 旧バージョンからのアップグレードおよびアンインストール
Windows XPは、Windows NT系列のOSとして開発されているため、本来ならWindows NT 4.0（SP5以降）やWindows 2000からのアップグレードを想定しているが、Windows NT系列のOSとWindows 9x系列のOSはWin32という共通のAPIを備えている上、Windows XPは前述の通りWindows NT系列とWindows 9x系列の統合を目的として開発されているため、Windows 9x系列のOSの基本的な機能も含まれている。そのためWindows 98（SEも含む。以下同じ）やWindows Meからでもアップグレード可能。特に、Windows XP Home Editionへは、Windows 9x系列であるWindows 98とWindows Meからしかアップグレードできない。また、これらがインストールされた環境では、アップグレードの他に新規インストールも行える。Windows 95やWindows NT 3.51やWindows 2000からはセットアッププログラムを起動させるとエラーメッセージが表示してしまい、先に進まない（そのため新規インストールも行えない）。Windows 98とWindows Meのどちらからアップグレードしてもそのシステムファイルが保存されれば、後でWindows XPをアンインストールして旧バージョンへ戻すことは可能。ただし、旧バージョンのシステムファイルの保存はWindows XPをインストールするパーティションに十分な空き容量が残っている必要がある。Windows XPをインストールできる容量はあっても旧バージョンのシステムファイルを保存する容量まではない場合は、その旨を伝えるメッセージが表示され、旧バージョンのシステムファイルは保存されない。この場合は、たとえWindows 98やWindows Meからアップグレードした場合でも後でWindows XPをアンインストールすることはできない。
一方Windows XP Professionalへは、Windows 98、Windows Me、Windows NT 4.0 Workstation、Windows 2000 Professional、Windows XP Home Editionのいずれかからアップグレード可能。Home Edition同様、Windows 95やNT 3.51からはアップグレードできない（セットアップ開始時に強制終了してしまうため、基本的には新規インストールも行えないが、パッケージによってはアップグレードができないだけで、Windows 95からセットアップを起動し、Windows XP Professionalの新規インストールを行えるものはある。MSDNなどで配布されるWindows XP Professionalがこれにあたる。Home Editionも同様）。また、アンインストールはWindows 98とWindows Meからアップグレードした場合に限り可能（Windows NT Workstation 4.0、Windows 2000 Professional、Windows XP Home Editionからアップグレードした場合はアンインストールできない）。ちなみに、通常のXP Professionalへのアップグレード版は、SP未適用のRTMはXP Home Editionからはアップグレードの対象とはなっていなかったが、SP1以降は対象となった。なお、日本語版のみWindows 2000 Professionalのみからアップグレード可能のWindows XP Professional 期間限定特別アップグレード版もあった。
また、Windows XP Media Center EditionとWindows XP Tablet PC Editionにはアップグレード版が存在しないが、基本的にWindows XP Professionalと同じセットアッププログラムでインストールが進行し、途中で該当バージョンに分岐する（これらのバージョンにはインストールCDが2つあり、1つ目のインストールCDからセットアップを開始すると最初に「Windows XP Professional セットアップ」と表示され、使用許諾契約書の一番上の行にも「Microsoft Windows XP Professional」と表示される）。ただし、Windows XPのOEM版CD-ROMはアップグレードインストールをサポートせず、アップグレードアナライザも実行できないように制限されているため、旧バージョンからアップグレードするには特殊な手順を踏む必要がある。ちなみにこれらのバージョンにアップグレードした場合でも、アップグレード元がWindows 98かWindows Meならば、これらのバージョンをアンインストールして元のバージョンに戻すことができる。

### 新しいバージョンへのアップグレードおよびアンインストール
Windows XPからはWindows VistaとWindows 7、Windows 8にアップグレードすることができる。しかし、Windows 7へは直接アップグレードすることはできず、新規インストールを行うか、間にWindows Vistaを挟む必要がある。Windows Vistaにアップグレードする場合、アップグレード元のWindows XPにはService Pack 2以上が予め適用されている必要がある。Windows 7に新規インストールという形でアップグレードする場合も同様。Windows 8にアップグレードする場合は、Service Pack 3が予め適用されている必要がある。また、Windows XP Home Editionからは、Windows Vistaの全てのエディションにアップグレード可能であるが（StarterとEnterpriseを除く）、Windows XP ProfessionalとWindows XP Tablet PC EditionからはWindows VistaのBusinessかUltimateにしかすることができない（Professional x64からは直接アップグレードすることができず、新規インストールを行う必要がある）。Windows XP Media Center EditionからはHome PremiumかUltimateにのみアップグレード可能。
また、Windows XPのどのバージョンからWindows Vistaのすべてのエディションにアップグレードしても、それらをアンインストールしてWindows XPに戻すことはできない。これは、Windows XPからWindows Vistaにアップグレードする前に、システムパーティションを強制的にFAT32からNTFSに変換しなければならないためである。NTFSは通常、Windows 98やWindows MeのようなWindows 9x系のOSには対応しておらず、インストール・アンインストール共にできない。Windows 98かWindows MeをWindows XPのインストール先と同じパーティションに旧バージョンのシステムファイルを保存する形でWindows XPにアップグレードした環境をさらにWindows Vistaにアップグレードすると、Windows XPにアップグレードする際に保存された旧バージョンのシステムファイルは強制的に（システムパーティションをNTFSに変換した段階で）削除される。また、Windows 95やWindows 3.1からWindows 98にアップグレードし、それをさらに（Windows XPをインストールするパーティションとは別のパーティションに旧バージョンのシステムファイルを保存するという形で）Windows XPにアップグレードした環境や、Windows 98をWindows Meにアップグレードし、それをさらにWindows XPにアップグレードした環境をWindows Vistaにアップグレードすると、Windows XPにアップグレードする前のアップグレードによって保存された旧バージョンのシステムファイルは使用不能になる（その旧システムファイルのデータにアクセスすること自体はできるが、アンインストール機能がなくなるため、そのままでは使い道はほぼ無い）。最初からNTFSパーティションにインストールされたWindows XPをWindows Vistaにアップグレードした場合でも、アンインストールは基本的にできない。

### アップグレード版を使用しての新規インストール
Windows XPのアップグレード版を使って新規インストールを開始した場合、セットアップの途中でアップグレード認証を行わなければならない（ハードディスクにWindows 2000がインストールされている場合は除く）。これは古いバージョンのWindowsを所持しているかどうかを確認するために行われるが、上述のアップグレード対象製品と違い、以下のバージョンのWindows CDのいずれかを1枚持っていれば、取りあえずアップグレード認証は通過できる。ただし、購入したアップグレードパッケージに記載されているアップグレード対象製品のCDとそのライセンスが手元にない場合、Microsoftの使用許諾契約書の条項に違反することになる（正規ライセンスからのアップグレードと見なされないため）。例えば、手元にWindows 95のCDとライセンスしかないにもかかわらず、Windows XP Home Editionのアップグレード版CD-ROMを使って新規インストールを開始し、アップグレード認証にそのWindows 95のCD（Companion CDでも可能）を使用した場合や、Windows XP Professionalの「ステップアップグレードパッケージ」（後日期間限定で発売されたHome EditionからProfessionalへの専用アップグレードパッケージ）を使ってWindows XP Home Edition以外のバージョン（Windows 98など）からWindows XP Professionalにアップグレードした場合などがこれに当てはまる（Windows 95はWindows XPのどのバージョンのアップグレード対象製品にもなっておらず、「Windows XP Professional ステップアップグレードパッケージ」もWindows XP Home Edition以外のバージョンがアップグレード対象製品になっていないため）。
- Windows XP Home Editionの場合：Windows 95（Companion CDでも可能）、Windows 98（Second Edition アップデートCDでも可能）、Windows Me、Windows 2000 Professional
- Windows XP Professionalの場合：Windows 95（Companion CDでも可能）、Windows 98（Second Edition アップデートCDでも可能）、Windows Me、Windows NT Workstation 3.51、Windows NT Workstation 4.0、Windows 2000 Professional、Windows XP Home Edition（通常版）、Windows XP Professional（通常版）

上記のうち、通常版を要求されるWindows XP以外のバージョンのCDを挿入する場合、それがアップグレード版だったとしても認証することができる。

### 追加ライセンスパック
すでにWindows XPのパッケージ製品を持つユーザーが、2台目以降のPCへ、同じWindows XPのエディションを追加する際に必要となる、プロダクトキーのみのパッケージでCD-ROMは付属していない。

### Microsoft Plus! for Windows XP
Professionalに拡張キットのMicrosoft Plus!がセット。

### Windows 20周年記念パッケージ
2005年11月に日本限定で行われた企画で、Windows誕生20周年を記念しWindows XP Professionalアップグレード版（SP2適用）の特別パッケージが 9999本限定で販売された。パッケージは専用の「20」と大きく書かれたものを採用し、Windowsの20年間の歩みが書かれた年表がパッケージに印刷されている。その他、通常パッケージとの差は以下の通り。
- Windows 95、98、Me、2000のレプリカCDが付属（OSが記録されていないラベルだけのディスク。インストールはできない）
- Windows 95 - XP（Professional）のパッケージのクラフトモデルが付属
- Windows 20周年記念切手（通用する）・記念ステッカーが同梱されている
- 購入者全員にWindows Vistaの早期プレビュー版・Windows 20周年記念ビデオ クリップとデスクトップテーマの収録されたCD-ROMが送られるクーポンが付属
- 上記の申込者の中から抽選でビル・ゲイツのサイン入りWindows Vistaパッケージがプレゼントされる企画

### Windows XP Ready PCs
Windows XPが使用できることをPCメーカーやマイクロソフトから保証されたPCで、主に2001年夏モデルが対象となっていた。このグループに認定されたPCは、Windows XP発売と同時に専用のアップグレードプログラムにより、既存のWindowsをWindows XPに入れ替えられるのはもちろん、プレインストールされているアプリケーションやハードウエアデバイスドライバをWindows XP対応済のバージョンに修正・入れ替えて、アプリケーションソフトウェアや周辺機器をWindows XPで使えるようになっていた。
なお、プレインストールのWindows Meの場合はWindows XP Home Editionへの、Windows 2000の場合はWindows XP Professionalへのアップグレードとなっていた。

### 正規Windowsの特典
2005年以降、Windows Genuine Advantageにより正規のWindowsであることが認証された場合の特典として、LZH（LHA）圧縮ファイルの展開機能をサポートするプラグインである「Microsoft 圧縮（LZH形式）フォルダ」や、フォトアルバムソフトの「Microsoft Photo Story 3」、神経衰弱ゲームの「Microsoft Match-Up!」などが用意され配布された。

## 草原の壁紙

### 草原の場所
Windows XPをインストールした際にデフォルトで設定されている壁紙の「草原」（英語名「Bliss」）は、カリフォルニア州ソノマ郡の、カリフォルニアワイン産地としても知られるソノマ・ヴァレー。実在する風景である。マイクロソフトでは撮影者を非公開としているが、チャールズ・オレアというカメラマンが撮影したという説が有力とされている。なお、マイクロソフトは採用される壁紙について「壁紙はプロの写真家や社内の公募から候補を挙げて製品コンセプトに合うイメージのものを採用している。候補には挙がったものの採用されないものが大量にあり、製品出荷前のベータ版には異なった壁紙が採用されていることもあるのでそちらが話題になることもある。」と回答している。
2025年現在、草原の場所は灌木が生育する（ブドウ畑?）場に変化している。